# قلعة أوكسفورد
قلعة أكسفورد هي قلعة من العصور الوسطى مدمرة جزئياً تقع على الجانب الغربي من وسط أكسفورد في أوكسفوردشاير، إنجلترا. وقد اُستُبدل معظم سور وحصن القلعة الأصليان الخشبيان المحاطان بالخندق المائي بالحجر في أواخر القرن الثاني عشر أو أوائل القرن الثالث عشر، ولعبت القلعة دورًا مهمًا في صراع الفوضى. لكن في القرن الرابع عشر، تقلصت القيمة العسكرية للقلعة وأصبح الموقع يستخدم بشكل أساسي لإدارة المقاطعة وكسجن.و يُعتقد حالياً أن برج سانت جورج المستطيل الناجي يعود إلى ما قبل باقي القلعة وأن يكون برج مراقبة مرتبطًا بالبوابة الساكسونية الغربية الأصلية للمدينة.
تم تدمير معظم القلعة في الحرب الأهلية الإنجليزية وبحلول القرن الثامن عشر أصبحت المباني المتبقية سجن أكسفورد المحلي. كما تم بناء مجمع سجون جديد في الموقع من عام 1785 فصاعدًا وتم توسيعه في عام 1876 ؛ وأصبح لاحقاً HM Prison Oxford .
أُغلق السجن في عام 1996 وأعيد تطويره ليصبح فندقًا ومعلم جذب للزوار. أما بقايا القلعة من القرون الوسطى، بما في ذلك الحصن وبرج وسرداب سانت جورج، أصبحت مباني مدرجة من الدرجة الأولى ونصب تذكاري مُدرج.

## التاريخ

### البناء

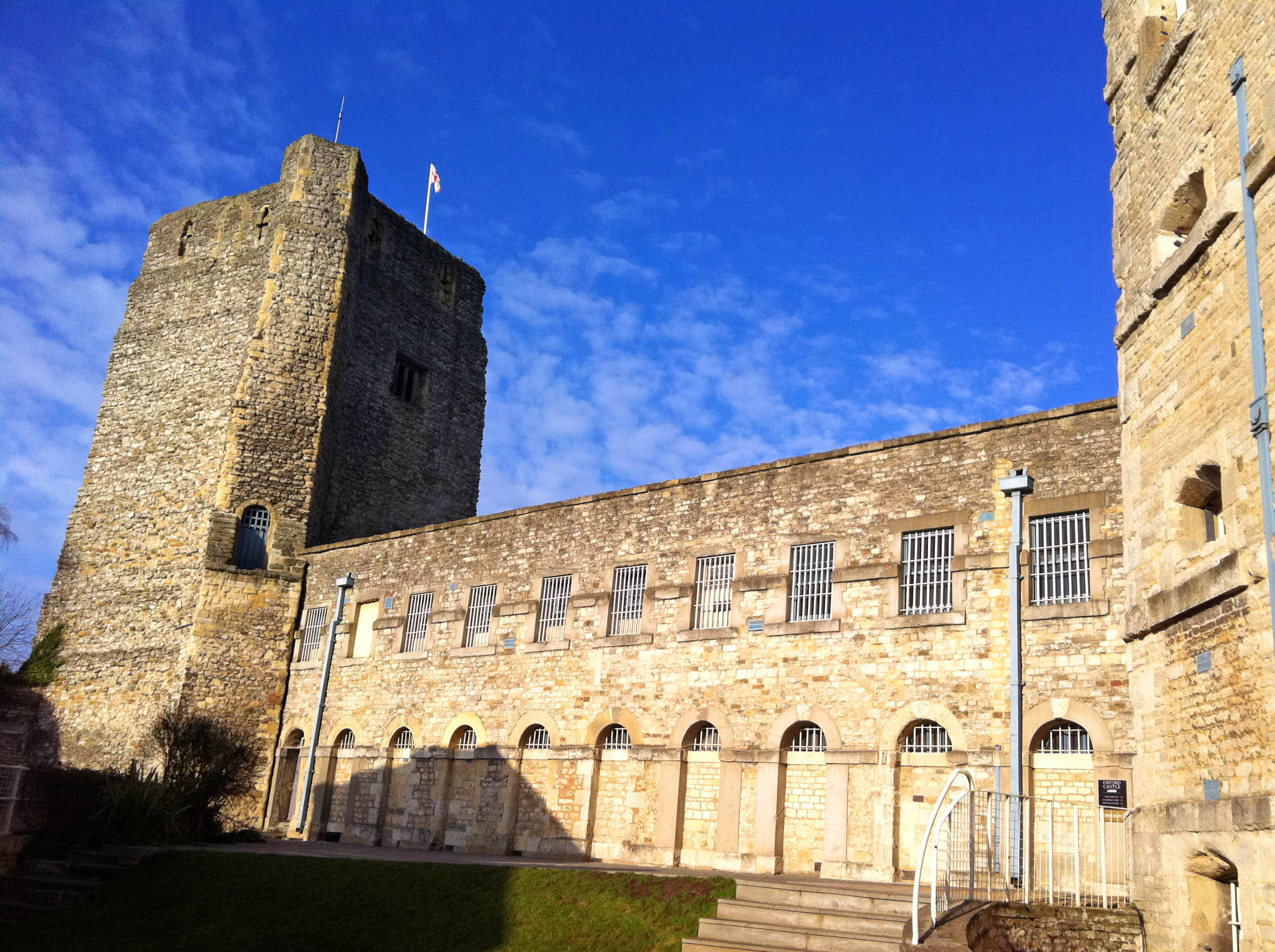
قلعة أكسفورد والسجن معلم جذب للسياح

تم بناء قلعة أكسفورد من قبل البارون النورماندي روبرت دي أويلي الأكبر من عام 1071 إلى عام 1073. ووصل دي أويلي إلى إنجلترا مع ويليام الأول في الغزو النورماندي لإنجلترا، ومنحه ويليام الفاتح الأراضي الشاسعة في أوكسفوردشاير. وقد عصف بأكسفورد في الغزو الأضرار الجسيمة، ووجه ويليام أوامره إلى دي أويلي ببناء قلعة للسيطرة على القرية. وبعد برهة وجيزة، أصبح دي أويلي أول مالك للأراضي في أوكسفوردشاير وأُكد ذلك بشرطة ملكية وراثية في قلعة أكسفورد. أما قلعة أكسفورد ليست من بين 48 قلعة مسجلة في كتاب يوم الحساب من عام 1086، ولكن لم يتم تسجيل كل قلعة موجودة آنذاك في المسح. ومع ذلك، فإن مقتنيات دي أويلي في أكسفورد مذكورة في كتاب Domesday باسم «30 فدانًا من الأراضي الخضراء. طاحونة واحدة، وما قيمته 0.5 [رطل].»؛  من المحتمل أن الطاحونة المذكورة هي طاحونة القلعة، التي كانت في السابق مجاورة لبرج سانت جورج الناجي، وأعيد بناؤها في عام 1781 قبل أن يتم هدمها في النهاية في عام 1930. 
قام دي أويلي بوضع قلعته على الجانب الغربي من المدينة، مستعيناً بالحماية الطبيعية لجدول من نهر التايمز على الجانب الآخر من القلعة، والتي تسمى الآن Castle Mill Stream ، وقام أيضاً بتحويل مجرى النهر لخلق خندق مائي. وكان هناك جدل حول ما إذا كان هناك تحصين إنجليزي سابق في الموقع، ولكن في حين أن هناك أدلة أثرية على سكن أنجلو سكسوني سابق، لا يوجد دليل جازم بالتحصين. وقلعة أكسفورد كانت «قلعة حضرية»، تعلو جزءًا من سور المدينة الساكسوني، لكن لا يزال من غير المؤكد ما إذا كانت المباني المحلية قد هُدمت لإفساح المجال لها. بور إت آل. (2009) قدم مخططًا مقترحًا لشارع المدينة في أواخر العصر السكسوني (شكل 4) يستعرض سور المدينة الدقيق ببواباته الشمالية والغربية والجنوبية والشرقية؛ وعند البوابة الشمالية، يوجد برج سكسوني مرتبط الآن بكنيسة القديس مايكل عند البوابة الشمالية، بينما البوابة الغربية محتلة على ما يبدو ببرج ساكسون التابع لسانت جورج، والذي يُعتقد الآن أنه قد دُمج في وقت لاحق مع نسيج قلعة نورمان اللاحقة.

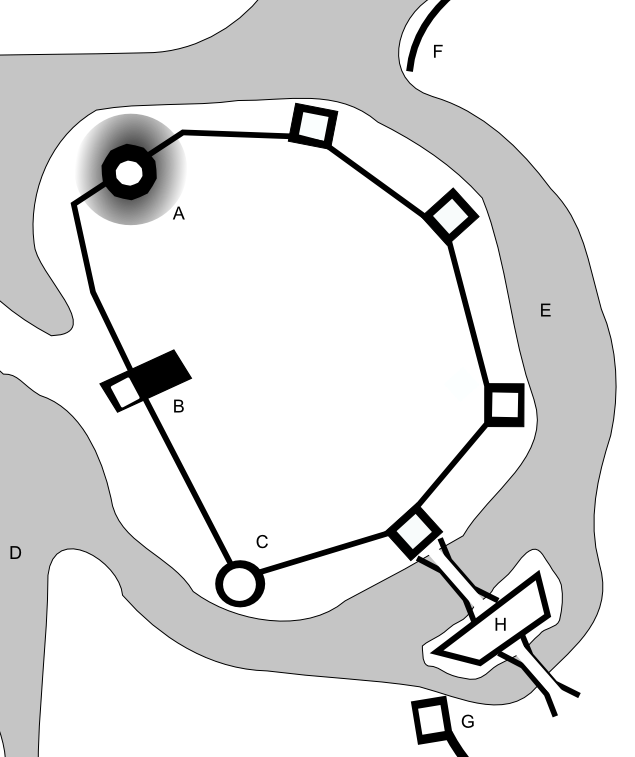
قلعة أكسفورد ، حوالي عام 1250. A:الحامية و الحصن ؛ B: برج وكنيسة القديس جورج. C: البرج الدائري. D: نهر إيزيس. E: خندق. F: سور المدينة ؛ G: البوابة الغربية ؛ H: حصن أمامي

ربما كانت القلعة الأولى عبارة عن حصن وسور كبيران، نسخًا لخطة القلعة التي سبق وأن بناها D'Oyly على بعد 12 ميل (19 كـم) في Wallingford . كان الحصن في الأصل حوالي 60 قدم (18 م) بارتفاع 40 قدم (12 م) عرض، شيدت مثل البيلي من طبقات من الحصى مدعمة بدهان الطين. كان هناك جدل حول أقدمية الحصن والسور: لقد تم اقتراح أن السور ربما يكون قد بُني أولاً (وبالتالي استعمال برج سانت جورج الموجود مسبقًا كأول حصن) مما يجعل التصميم الأولي للقلعة عملًا دائريًا بدلاً من حصن وسور.
بحلول أواخر القرن الثاني عشر إلى أوائل القرن الثالث عشر، تم استبدال حواجز الجدران الأصلية والحصون الخشبية بالحجر. ويضم الجدار الساتر الجديد برج سانت جورج، المبني من صخر المرجان، بطول 30 في 30 قدم (9م * 9م) في القاعدة وتنحسر بشكل ملحوظ نحو الأعلى من أجل الثبات. كان هذا أطول أبراج القلعة، ويُعتقد حالياً أنه نجا من العصر السكسوني المتأخر (حوالي 1020 ميلادية) كبرج مراقبة مرتبط بالبوابة الغربية للمدينة السكسونية. والدليل على أن هذا البرج من أصل سكسوني وبالتالي يعود إلى ما قبل القلعة نفسها تم تقديمه في Poore et al . (2009)،  الذين علقوا على أن «برجًا حجريًا واحدًا ضخمًا لا يبدو أنه ينتمي إلى حصون الدفاع الخارجية لقلعة من التربة والأخشاب»، ووافقت مصادر أخرى على أسس معمارية، ولاحظت أيضاً أن اتجاهه لا يتطابق مع باقي القلعة، وأن ارتفاعه كان من شأنه أن يمنح في الأصل إطلالة ممتدة على المدينة، ولكن تم استبداله (وفي الواقع، تم حظرها) ببناء حصن القلعة. أما تاريخ الأبراج المتبقية غير مؤكد على الرغم من أن البرج الدائري في أقصى الجنوب، والذي لا تزال قاعدته قائمة، مؤرخ إلى عام 1235 في مصادر وثائقية مختلفة، بما في ذلك وولنوث قلاع إنجلترا وويلز القديمة لعام 1825 ؛ في مصدر واحد على الأقل، يشار إليه باسم «برج هنري الثالث».
اشتملت المباني داخل الجدران على معبد به سرداب متصل ببرج القديس جورجيوس،  والذي قد يكون قد حل مكان كنيسة سابقة. وكان لدى الكنيسة الأصل مذبح ومقام قبوي. أما التصميم فكان نورمانديًا نموذجيًا عتيقً بأعمدة وأقواس صلبة. وفي عام 1074 قام D'Oyly وصديقه المقرب Roger d'Ivry بمنح الكنيسة مجموعة من الكهنة، والتي يُفترض أنها الهيكل المعني؛ وفي مرحلة مبكرة حصل على إهتمام بالقديس جورج. كما هو مفصل أدناه، سرداب هذه الكنيسة لا يزال قائما، بالرغم أن موقعه جديد داخل القلعة، بعد أن تم نقله وإعادة بنائه من مواده الأصلية في عام 1794.
الحصن الخارجي ذا الجوانب العشرة بطول 58 قدم (18 م) ، الذي شُيد في القرن الثالث عشر ليحل محل هيكل خشبي سابق، يشبه إلى حد كبير تلك الحصون الموجودة في قلاع تونبريدج وأرونديل. كما يحيط الحصن بعدد من المباني، مبقياً فناءً داخليًا بعرض 22 قدم (7 م) فقط. وفي داخل الحصن، تؤدي السلالم 20 قدم (6 م) نزولاً إلى 12 قدم (3.7 م) غرفة حجرية واسعة سرية، مع قبو سداسي إنجليزي قديم وبئر بعمق 54 قدم (16 م) يوفر المياه في حالة الحصار.

### دور القلعة في حرب الفوضى والبارونات

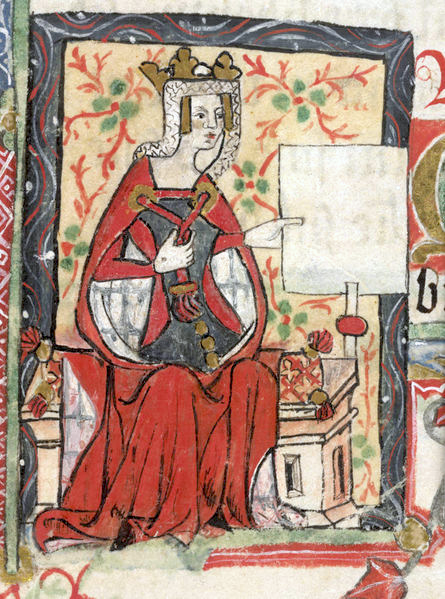
هربت الإمبراطورة ماتيلدا من قلعة أكسفورد عام 1141 في حرب الفوضى.

كان روبرت دي أويلي الأصغر ابن شقيق روبرت الأكبر قد ورث القلعة بحلول وقت الحرب الأهلية «الفوضى» في 1140s. فبعد دعمه للملك ستيفن في البداية، أعلن روبرت دعمه للإمبراطورة ماتيلدا، ابنة عم ستيفن والتي تنافسه على العرش، وفي عام 1141 سارت الإمبراطورة إلى أكسفورد لتأسيس حملتها في القلعة. فرد ستيفن بمسيرة من بريستول في خريف عام 1142، مهاجماً مدينة أكسفورد ومستولياً عليها ومحاصراً ماتيلدا في القلعة. ففرض ستيفن تلتان لمحاصرة القلعة، تسمى جبل اليهودي وجبل بيلهام، حيث وضع عليها عربات الحصار، إلى حد كبير للتبختر، وشرع في انتظار انخفاض إمدادات ماتيلدا خلال الأشهر الثلاثة المقبلة. وكان ستيفن يواجه صعوبة في إمداد رجاله خلال فترة الشتاء، وتظهر هذه الصرامة القوة الواضحة لقلعة أكسفورد في ذلك الوقت.
في ديسمبر، تمكنت ماتيلدا من الهروب من القلعة؛ والنسخة الشهيرة من الأحداث هي أن الإمبراطورة انتظرت حتى تجمد Castle Mill Stream ثم لبست الأبيض كوسيلة للتمويه في الثلج، وأنزلها أربعة أو خمسة حراس من فوق الجدار، قبل الهروب عبر خطوط ستيفن في الليل بينما حاول حرس الملك تحذير الآخرين. ومع ذلك، يشير المؤرخ ويليام أوف مالميسبيري إلى أن ماتيلدا لم تنزل من الجدران، بل هربت بدلاً من ذلك من إحدى البوابات. ووصلت ماتيلدا بأمان إلى Abingdon-on-Thames واستسلمت قلعة أكسفورد لستيفن في اليوم التالي. وتوفي روبرت في الأسابيع الأخيرة من الحصار ومنحت القلعة إلى ويليام دي تشيسني لما تبقى من الحرب. في نهاية الحرب، مُنحت شرطة قلعة أكسفورد إلى روجر دي بوسي قبل أن تُسترد من قبل هنري دي أويلي، ابن روبرت دي أويلي الأصغر، عام 1154.
في حرب البارونات 1215-1217 هوجمت القلعة مرة أخرى الأمر الذي استدعى مزيداً من التحسينات في دفاعاتها. وفي عام 1220، قام Falkes de Breauté ، الذي كان يسيطر على العديد من القلاع الملكية في وسط إنجلترا آنذاك، قام بهدم كنيسة St Budoc على الجنوب الشرقي من القلعة وبنى حصناً أمامياً محاطاً بخندق مائي للدفاع بشكل أقوى عن البوابة الرئيسية. وتم استبدال المباني الخشبية المتبقية بالحجر، بما في ذلك البرج الدائري الجديد الذي تم بناؤه في عام 1235. وقد حوّل الملك هنري الثالث جزءًا من القلعة إلى سجن، خصيصًا لاحتجاز كتبة جامعيين مزعجين، وقام أيضًا بتحسين كنيسة القلعة، مستبدلاً النوافذ ذات القضبان القديمة بالزجاج المُصبًغ في عامي 1243 و 1246. ونظرًا لوجود قصر بومونت في شمال أكسفورد، لم تصبح القلعة مطلقًا مقرًا ملكيًا.

### القرنين الرابع عشر والسابع عشر

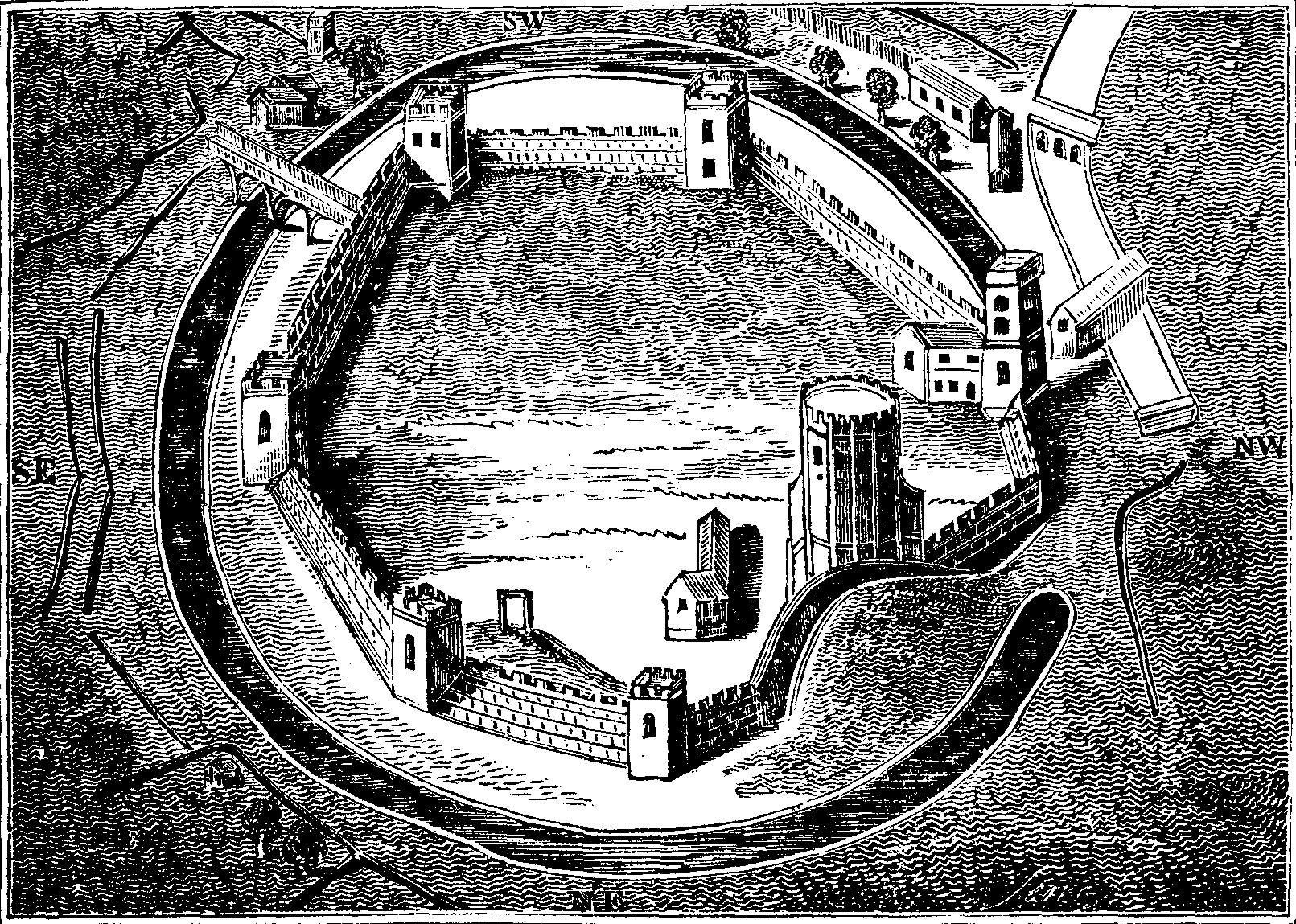
قلعة أكسفورد في القرن السادس عشر. رسم بناءاً على تفاصيل أقدم خريطة لأكسفورد بقلم رالف أغاس ، 1578 نُشرت في The Mirror of Literature ، Amusement ، and Instruction ، المجلد. 12 ، العدد 328 ، 23 أغسطس ، 1828

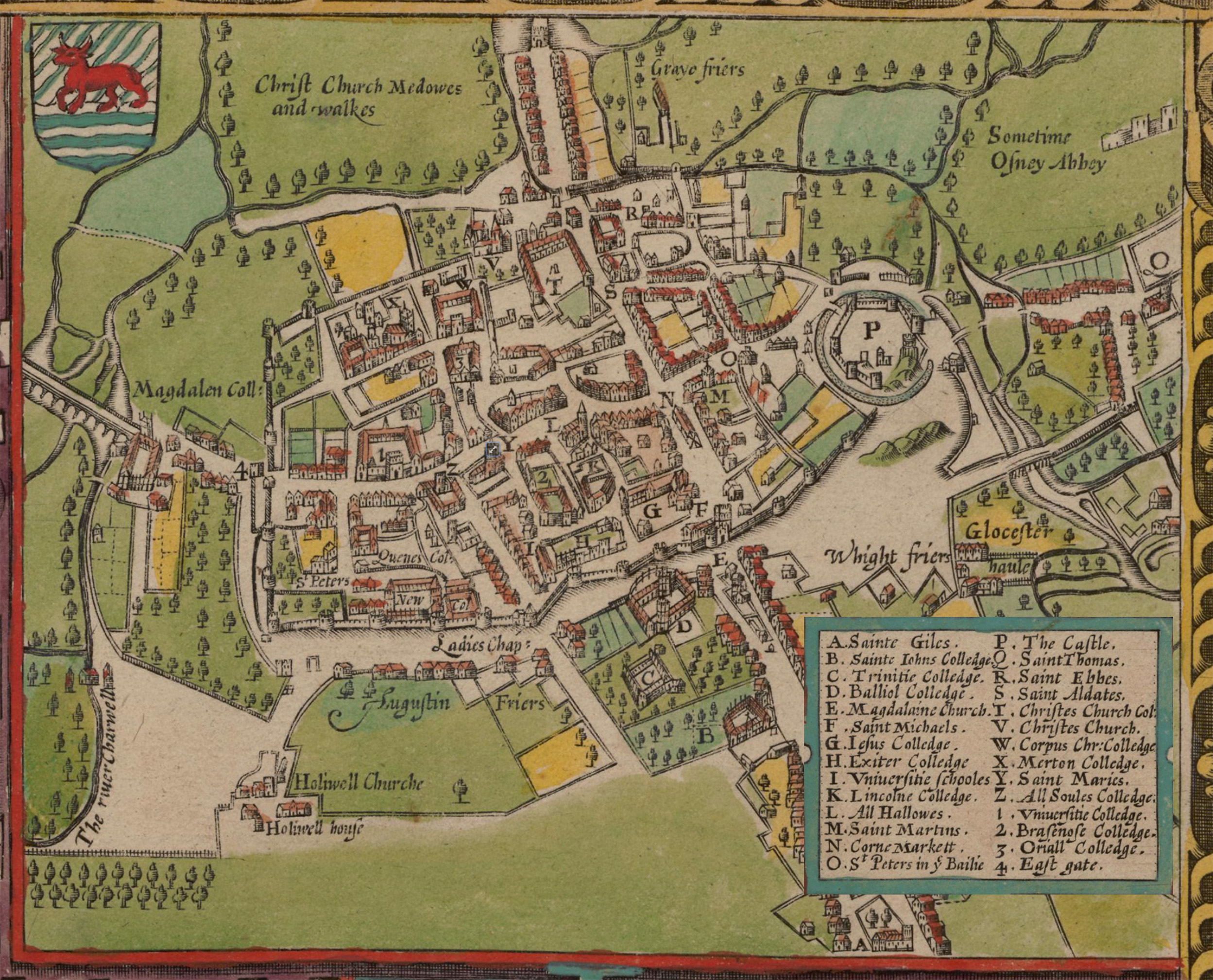
تُظهر خريطة جون سبيد لأوكسفورد، 1605، القلعة (المُسماة "P") في أعلى اليمين. (يقع الشمال في أسفل هذه الخريطة)

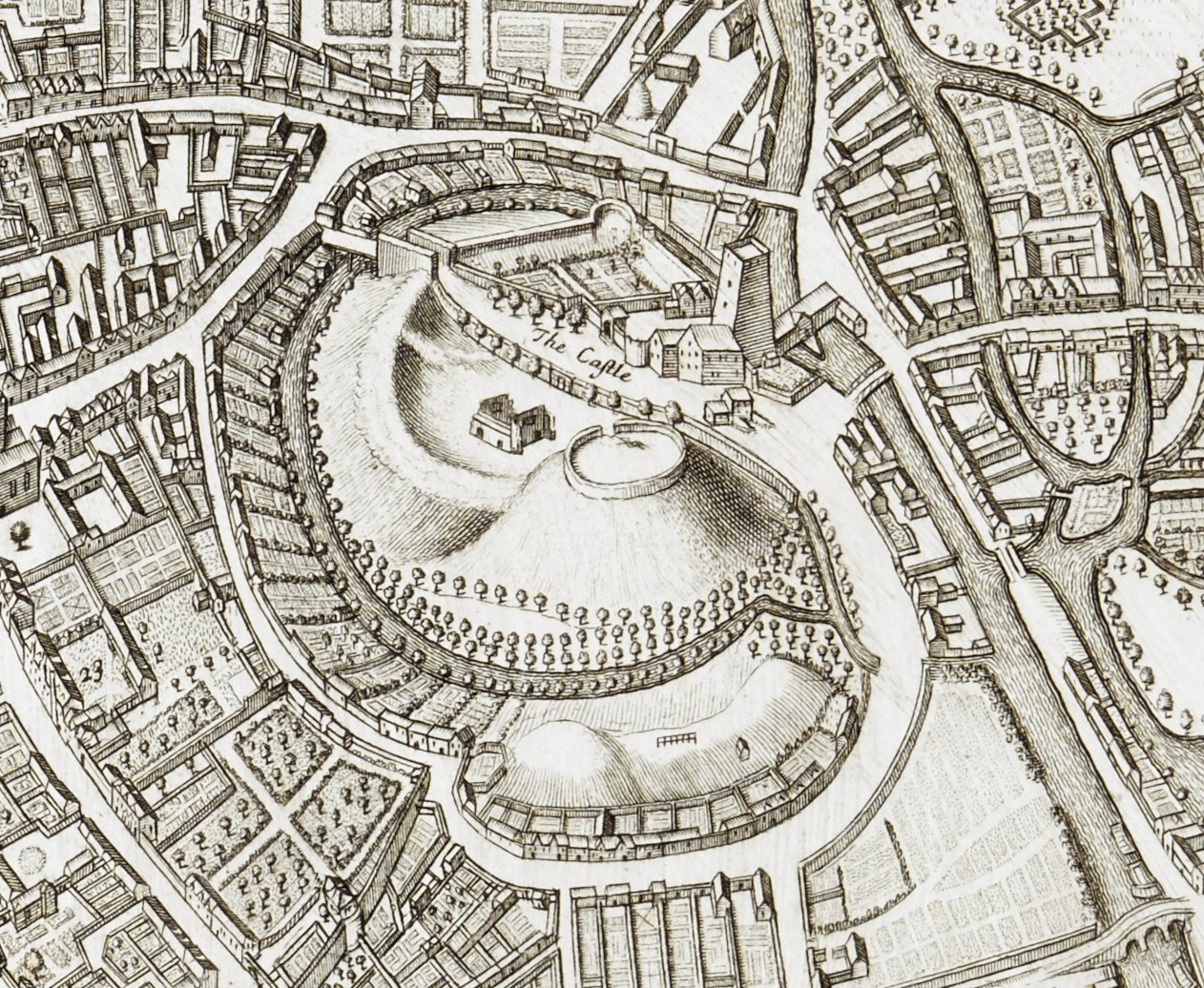
بقايا قلعة أكسفورد المعاد تشكيلها في أوائل سبعينيات القرن السابع عشر: تفاصيل من خريطة Oxonia Illustrata لديفيد لوجان / منظر عين الطائر ، المنشور عام 1675 (BL 128.h.10) ، مع الشمال في الأسفل. يمكن رؤية Castle Mill بجوار التيار المجاور لبرج سانت جورج البارز ، كما لا يزال جزء من القاعدة الدائرية للبرج الجنوبي باقٍ على حاله.

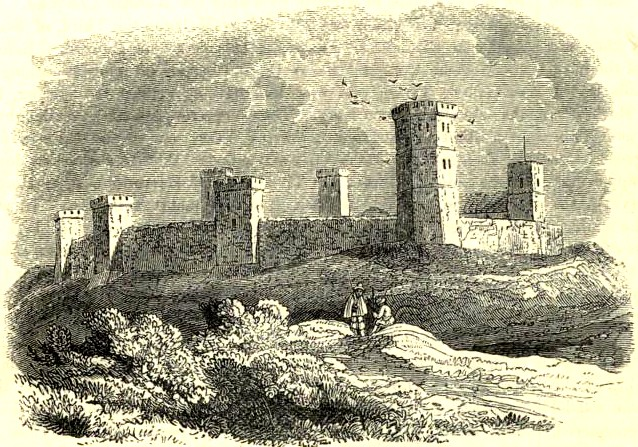
كيف تخيل فنان عام 1845 قلعة أكسفورد في القرن الخامس عشر ؛ إعادة بناء ربما تكون أكثر واقعية لمظهر القلعة في العصر النورماندي المتاح هنا.

بحلول عام 1327، كان التحصين، ولا سيما بوابات القلعة والحصن الأمامي في حالة سيئة، وقدر مبلغ 800 جنيه إسترليني للإصلاحات. من خمسينيات القرن الثالث عشر فصاعدًا، كان للقلعة استخدام عسكري ضئيل مما أذن لحالتها بأن تسوء أكثر فأكثر . وأصبحت القلعة مركزًا لإدارة مقاطعة أكسفورد وسجنًا ومحكمة جنائية. كما تم الاحتفاظ بالجنازات هناك حتى عام 1577، عندما اندلع الطاعون فيما أصبح يُعرف باسم «Assize الأسود»: فتوفي اللورد الملازم في أوكسفوردشاير، وفارسين وثمانين نبيلاً، وجميع أعضاء هيئة المحلفين الكبرى من المجلس، بما في ذلك السير روبرت دي أويلي، أحد أقارب مؤسس القلعة. وبعد ذلك تم التوقف عن عقد الجنازات في القلعة.
تُبين خريطة أكسفورد التي رسمها رالف أغاس عام 1578 أنه بحلول ذلك الوقت، وفي ظل بقاء الجدار الحاجب والحصن والأبراج، تم هدم الحصن الأمامي لإفساح المجال لبناء المنازل. وأفاد هاسال، 1976، أنه بحلول عام 1600 تم طمر الخندق المائي بالكامل تقريبًا وبنيت المنازل بقرب حافة جدار السور  على الرغم من أن هذا يتناقض مع مظهر القلعة في خريطة أكسفورد لجون سبيد من عام 1605. وفي عام 1611 باع الملك جيمس الأول قلعة أكسفورد لفرانسيس جيمس وروبرت يونغ لوف اللذين بدورهما باعاها إلى كلية كريست تشيرش في عام 1613. ثم قامت الكلية بتأجيرها لعدد من العائلات المحلية خلال السنوات التي تلي. وكانت قلعة أكسفورد تمر بحالة ضعف، مع وجود صدع كبير ينمو على جانب الحصنفي ذلك الوقت. وتُظهر خريطة للقلعة أُعدت لكلية كنيسة المسيح في عام 1615 الحصن موجود على التل .وبرج القديس جورج مع المباني المرتبطة وأقسام الجدار الحاجب المتبقية في الشمال والجنوب، والبرج التالي في الجنوب، بالإضافة إلى برج واحد البرج المتبقي إلى الشمال الشرقي، بالإضافة إلى Castle Mill والمدخل الجنوبي لمجمع القلعة؛  وفقًا لهذه الخريطة، بحلول عام 1615، تم بناء منازل بحدائقها على ما يجاوز نصف خندق القلعة أو الخندق المائي، والذي يبدو أنه لا يزال يحتوي على المياه.
في عام 1642 اندلعت الحرب الأهلية الإنجليزية وجعل الملكيون من أكسفورد عاصمة لهم. ونجحت القوات البرلمانية في محاصرة أوكسفورد عام 1646 واحتُلت المدينة من قبل العقيد إنجولدسبي. فقام Ingoldsby بتحسين تحصين القلعة بدلاً من المدينة المحيطة بها، وفي عام 1649 هدمَ معظم البناية الحجرية من العصور الوسطى، واستبدلها بحاميات أرضية أكثر حداثة وعزز الحصن بأعمال ترابية لتشكيل مصطبة المدفع محتملة. وفي الحرب الأهلية الإنجليزية الثالثة عام 1652، ردت الحامية البرلمانية على قرب قوات تشارلز الثاني بهدم هذه الدفاعات أيضًا والتقهقر إلى نيو كوليدج بدلاً من ذلك، مما تسبب في ضرر كبير للكلية في هذه العملية. لم تشهد أكسفورد قتالًا جديدًا في هذا الحدث. ومع ذلك، وفي أوائل القرن الثامن عشر، هُدمت الحامية وتم هندسة الجزء العلوي من الحصن إلى شكله الحالي.

### دور القلعة كسجن

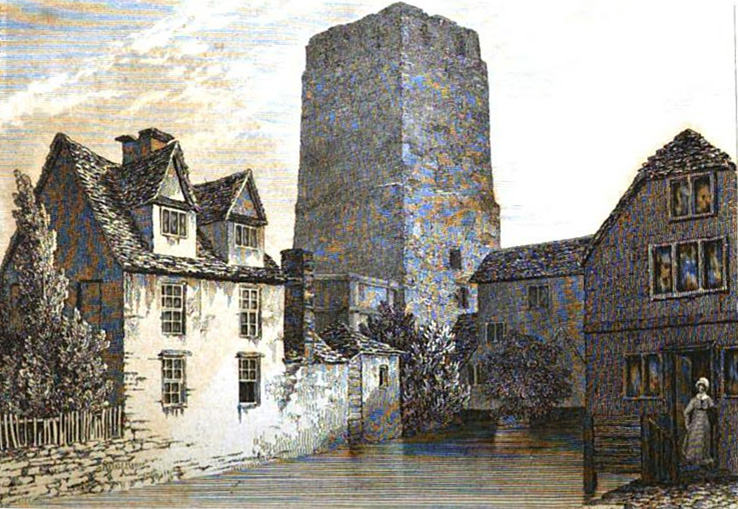
برج سانت جورج في عام 1832 ، حيث يُنظر إليه عبر كاسل ميل ستريم ؛ كما يمكن رؤية طاحونة الماء (Castle Mill) ، مباشرة على يمين البرج ، مبنية عبر التيار.

بعد الحرب الأهلية، خدمت قلعة أكسفورد في المقام الأول كسجن محلي. كما هو الحال مع السجون الأخرى في ذلك الوقت، وقام الملاك، في هذه الحالة Christ Church College ، بتأجير القلعة للحراس الذين سيربحون من خلال فرض رسوم على السجناء على مجلسهم وإقامتهم. كما احتوى السجن أيضًا على مشنقة لإعدام السجناء، مثل ماري بلاندي عام 1752. وفي معظم القرن الثامن عشر، كان سجن القلعة يُدار من قبل عائلات إيتي ويزدوم المحلية وكان في إهمال متزايد. إن منظر القلعة الذي نُشر عام 1769 في عمل «عرض إنجلترا» بقلم ب. راسل وأوين برايس ذو أهمية بسبب أنه يُظهر الكنيسة الصغيرة الملحقة ببرج القديس جورج قبل هدمه في عام 1794، كذلك الحصن وبعض الأجزاء المتبقية من الجدار الحاجب بما في ذلك قوس أو بوابة في الجدار مباشرة إلى الشمال من البرج. كما تم إظهار الكنيسة الصغيرة و / أو المباني المرتبطة بها أيضًا، من عدة زوايا في مناظر لفنانين آخرين بما في ذلك آثار صموئيل وناثانيل باك (رسم يعود إلى 1729)،  ورسم 1773 المُدرج في آثار فرانسيس جروس إنجلترا وويلز ، عام 1786،  وكذلك لوحة لمايكل أنجيلو روكر تعود إلى عام 1779،  ومنظر للفنان جون بابتيست مالشاير يعود تاريخه إلى عام 1784. وفي سبعينيات القرن الثامن عشر، زار مصلح السجن جون هوارد القلعة عدة مرات، وانتقد حجمها وجودتها، بما في ذلك مدى اجتياح الحشرات للسجن. وكنتيجة نوعاً ما لهذا النقد، قررت سلطات المقاطعة إعادة بناء سجن أكسفورد.
تم شراء القلعة من قبل قضاة مقاطعة أكسفورد وبدأت إعادة بنائها تحت إشراف المهندس المعماري اللندني ويليام بلاكبيرن في عام 1785 . وكان موقع القلعة الأوسع قد بدأ بالفعل في التغيير بحلول أواخر القرن الثامن عشر، حيث يتم بناء طريق جديد خلال السور وتم ملء الأجزاء الأخيرة من خندق القلعة المائي للسماح ببناء محطة جديدة لقناة أكسفورد . كما تضمن بناء السجن الجديد هدم الكنيسة القديمة المتصلة ببرج القديس جورج وإعادة وضع جزء من السرداب في عام 1794. واكتمل العمل تحت قيادة دانيال هاريس عام 1805. كما حصل هاريس على راتب معقول باعتباره الحاكم الجديد ووظف العمالة المحكوم عليها بالسجن لإجراء التنقيبات الأثرية المبكرة في القلعة بمساعدة عالم الآثار إدوارد كينج.
استمر تطوير الموقع في القرن التاسع عشر، مع تشييد العديد من المباني الجديدة بما في ذلك قاعة المقاطعة الجديدة في 1840-1841 , ومخزن أسلحة Oxfordshire Militia في عام 1854. وتم توسيع السجن نفسه كذلك في عام 1876، باتساع يشغل معظم المساحة المتبقية. السجناء كان من بينهم أطفال، أصغرهم فتاة تبلغ من العمر سبع سنوات حُكم عليها بالأشغال الشاقة سبعة أيام في عام 1870 لسرقة عربة أطفال. وفي عام 1888أدت إصلاحات السجون الوطنية إلى إعادة تسمية سجن المقاطعة باسم HM Prison Oxford .

### القلعة اليوم

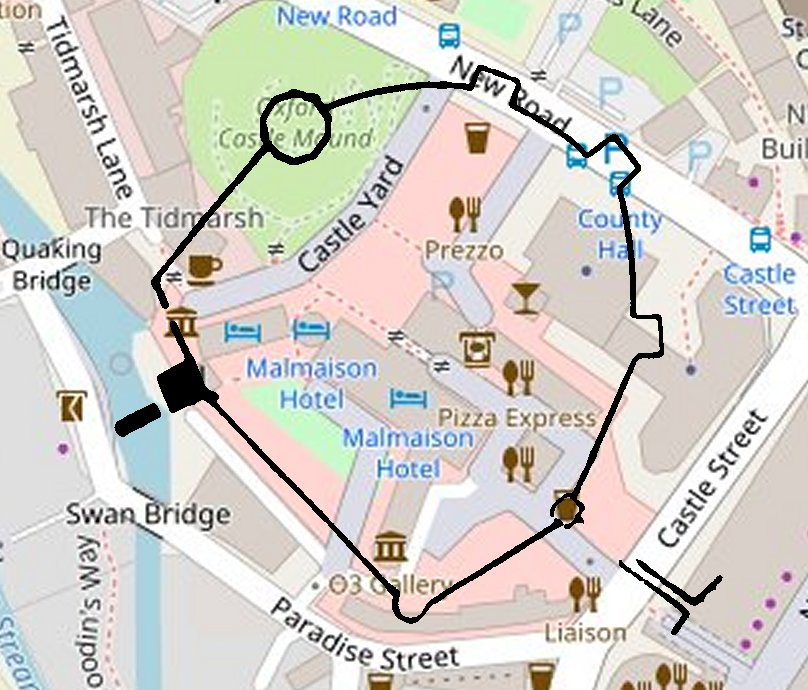
المدى التقريبي لقلعة أكسفورد ، مقابل ميزات الوقت الحاضر: مخطط القلعة من Booth et al 2003. ، ؛ خريطة الأساس من خريطة الشارع العام ، يونيو 2018. يقع برج سانت جورج على الحد الغربي لحدود القلعة مع وجود مطحنة القلعة بالجوار ؛ عند الحد الجنوبي يوجد مخطط البرج الدائري الأصلي و الذي ما زالت قاعدته تحت إحدى كتل الزنازين في السجن السابق.

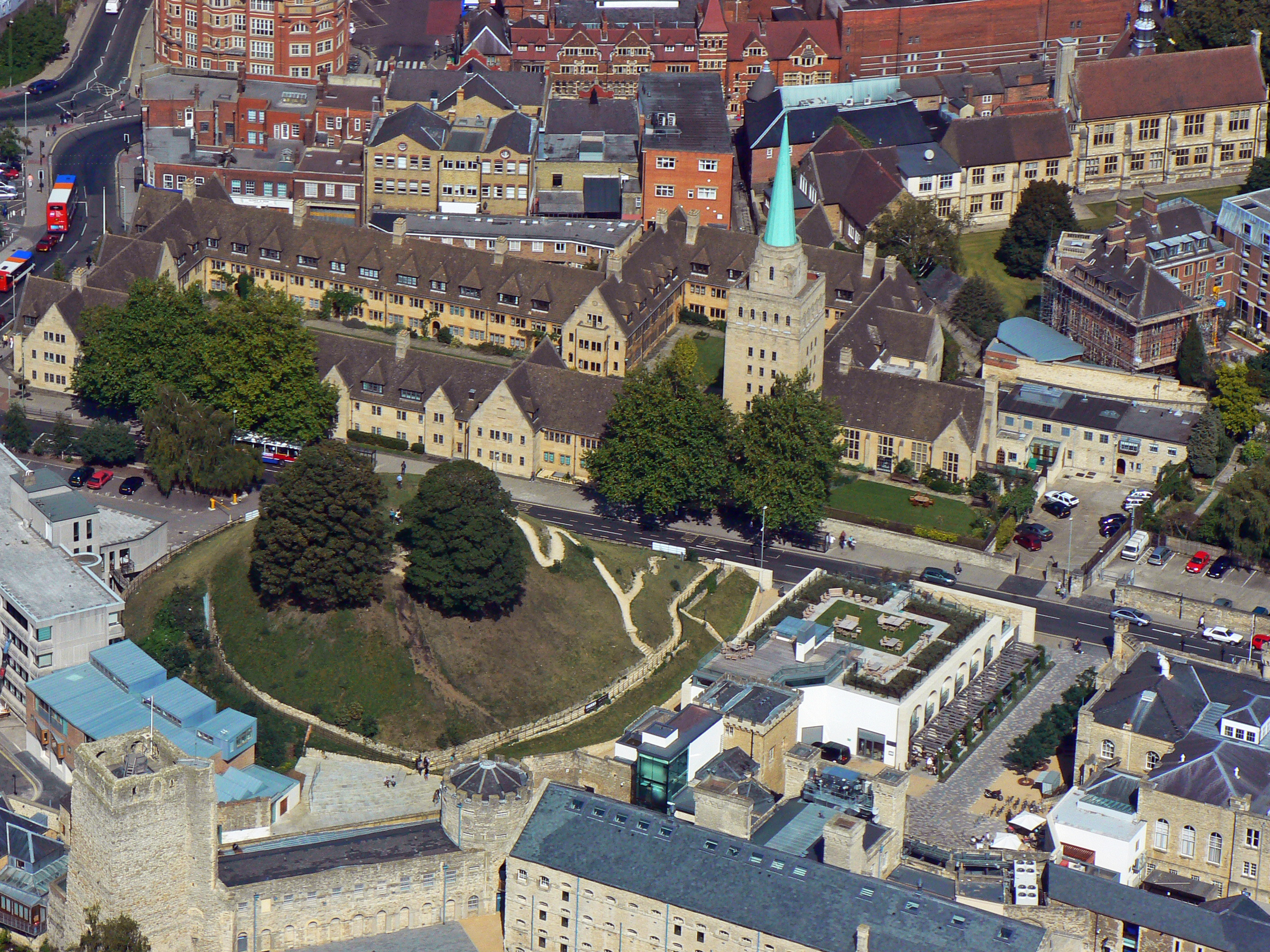
منظر جوي للقلعة من عام 2006 يظهر حصن القلعة و برج ساحة القديس جورج, كما يُظهر برج الغُرماء الدائري(المبني في القرن الثامن عشر, وليس جزءاً من التحصين الأصلي) في الجزء السفلي من الصورة

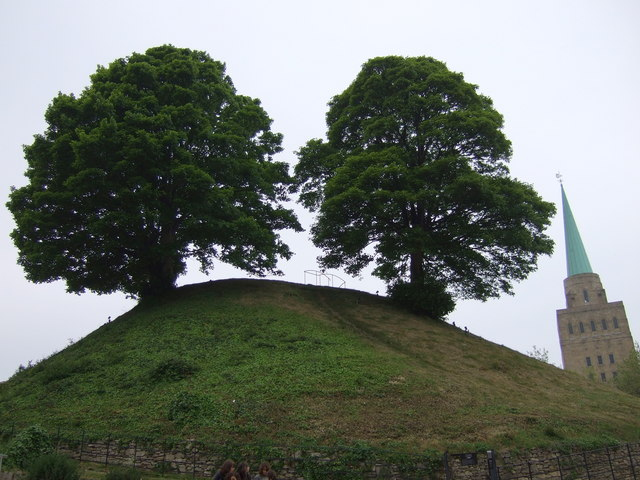
حصن قلعة أكسفورد في عام 2009

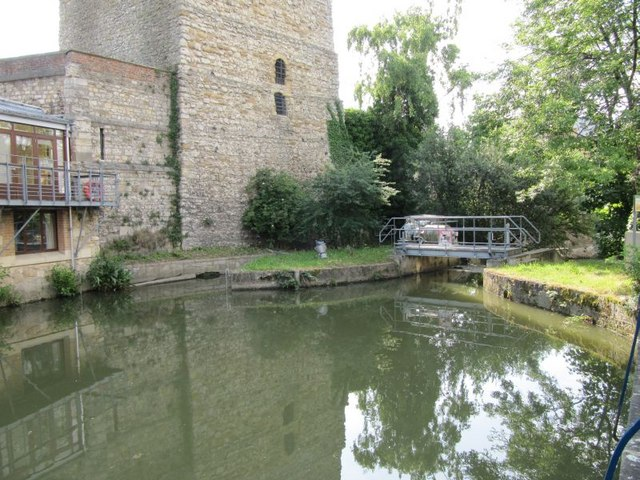
السد بجوار برج سانت جورج في عام 2009 ، و موقع مطحنة القلعة الأصلية

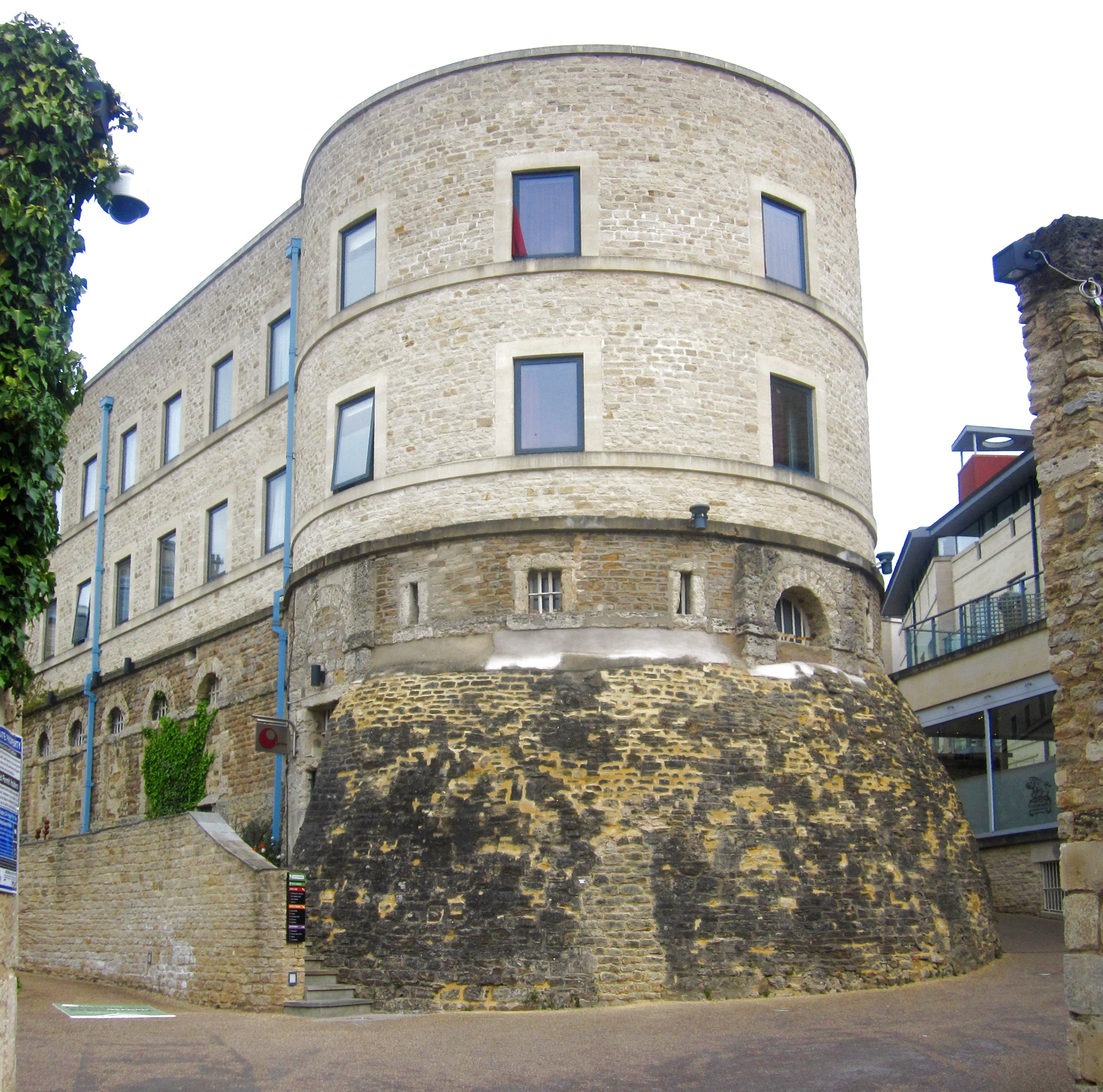
البرج الدائري والجناح C لسجن أكسفورد في قلعة أكسفورد, المباني و المزيج الذي رسمه ويليام بلاكبيرن 1785-90 ، على أسس برج دائري 1235

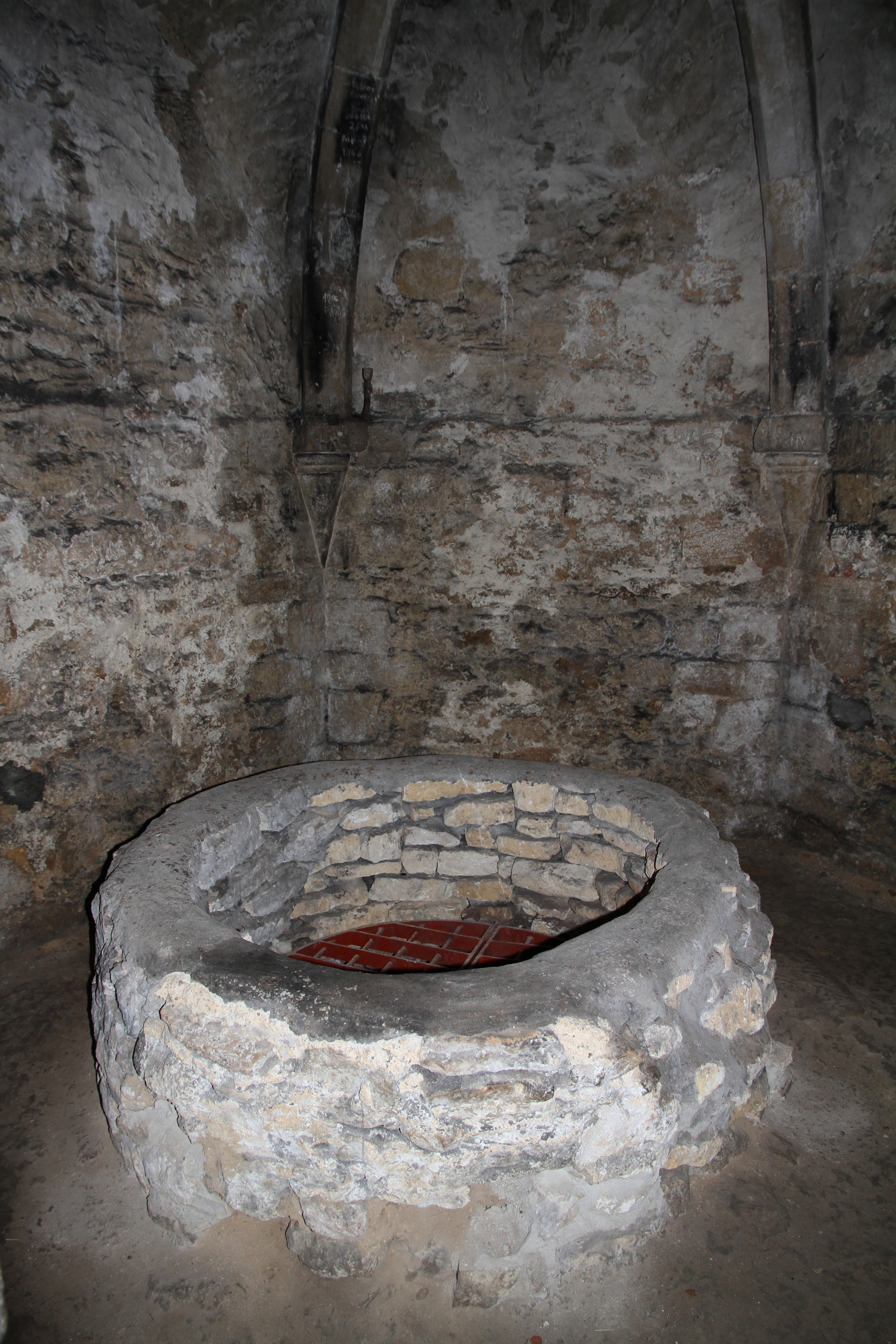
بئر من لقرن الثالث عشر داخل حصن القرن الحادي عشر

تُشكل بقايا برج ساكسون سانت جورج، وحصن وسور التل، وسجن D-Wing وبرج Debtor's أكسفورد كاسل آند بريزون وتٌعد منطقة جذب للسياح.

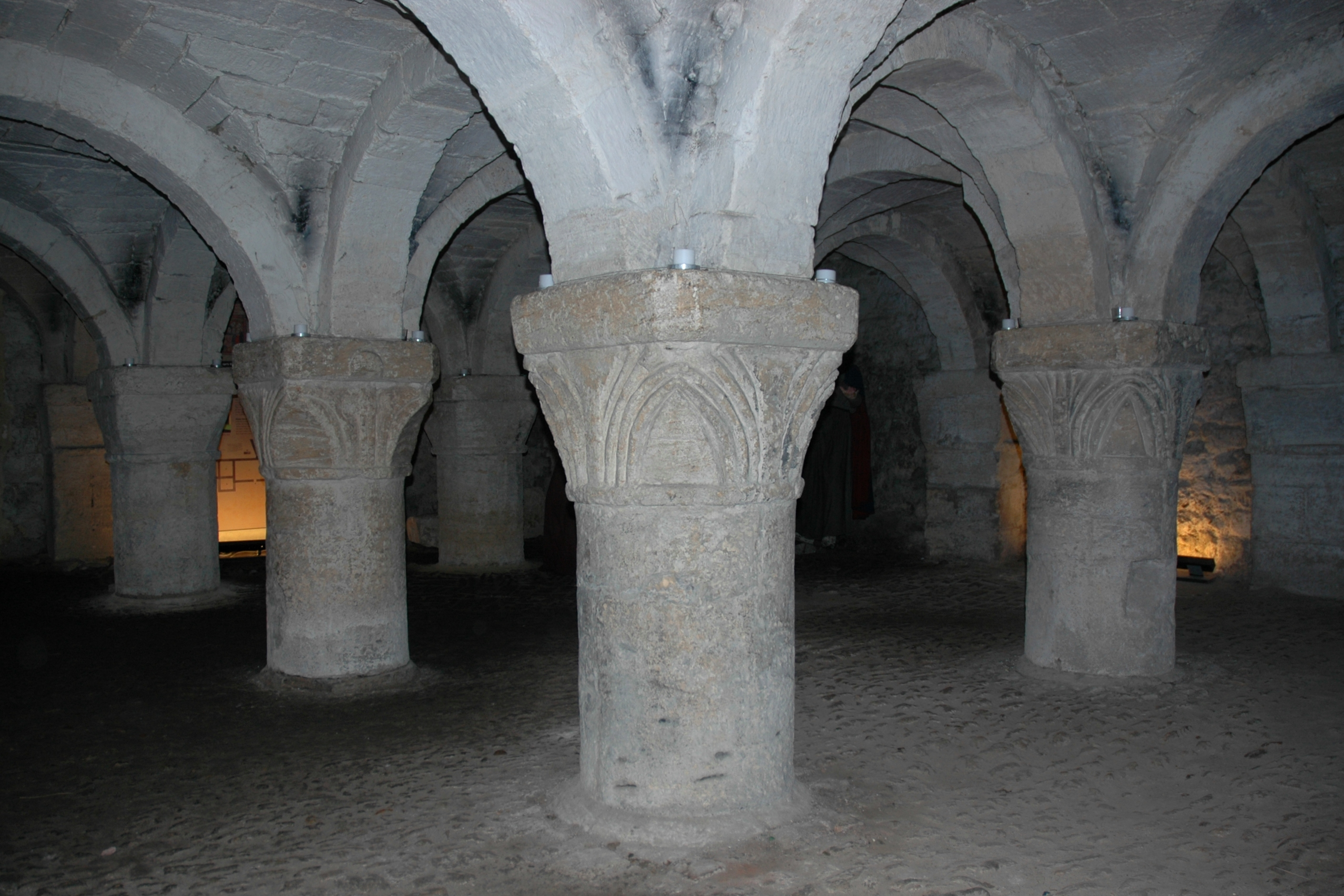
كنيسة سرداب القديس جورج و التي أعيد بناؤها عام 1794 لإعادة استخدام الأعمدة والعواصم النورماندية التي تعود إلى أواخر القرن الحادي عشر

في عام 1996 تم إغلاق السجن ورُد الموقع إلى مجلس مقاطعة أوكسفوردشاير . ومنذ ذلك الحين، أعيد تطوير مباني سجن أكسفورد كمجمع مطاعم وتراث ، مع جولات إرشادية للمباني التاريخية ومساحات مفتوحة للأسواق والعروض المسرحية. كما يضم المجمع فندقًا في سلسلة مالميزون ، مالميزون أكسفورد ، ويشغل كذلك جزءًا كبيرًا من مربعات السجون السابقة ، حيث تم تحويل الزنازين إلى غرف للنزلاء. ومع ذلك فقد تم تحويل أجزاء السجن المرتبطة بعقوبة جسدية أو عقوبة الإعدام إلى مكاتب بدلاً من استخدامها لاستقبال لضيوف. وفاز مشروع التراث متعدد الاستخدامات هذا والذي افتتح رسميًا في 5 مايو 2006، بجائزة مشروع RICS لعام 2007.
تم طمس الامتداد الكامل نوعاً ما للقلعة الأصلية اليوم ، وخصوصاً مع الاعتداء على قاعة المقاطعة الأحدث في الجانب الشرقي ، بينما يمتد الطريق الجديد فوق موقع الجزء الشمالي الشرقي من الجدار الحاجب ببرجيه المربعين ؛ ومع ذلك ، يتم تقريب المحيط الخارجي للخندق المائي من خلال أجزاء من New Road و Castle Street و Paradise Street (إرجع إلى الخريطة على اليمين)، بينما تقع بقايا الحصن الأمامي الأصلي أسفل مركز تسوق البوابة الغربية الحديث. ومنذ عام 1954، أصبح أقدم جزأين من القلعة عبارة عن مبانٍ مدرجة في الدرجة الأولى: حصن القرن الحادي عشر مع حُجرة البئر من القرن الثالث عشر ،  وبرج ساينت جورج الذي يعود إلى القرن الحادي عشر (المصنف من العهد النورماندي ، ولكن يُعتقد الآن أنه من عهد الساكسون)، ومعبد القبو الذي تم نقله ، وبرج D-wing و Debtors من القرن الثامن عشر. كما أن الموقع محمي كنصب تذكاري مصنف ., واعتبارًا من عام 2018، الجولات الإرشادية لأجزاء من العصور الوسطى وأجزاء متبقة تعود إلى القرن الثامن عشر أصبحت متاحة للزوار عن طريق مشغل تجاري ، Heritage Projects (Oxford Castle) Ltd ، مع توفر ساعات العمل والأسعار عبر موقع الويب الخاص بهم.

## الملاحظات
1. ↑  As evidenced by this photograph,[9] the later mill was a quite extensive building, occupying three storeys when viewed from the southern side.

## الفهارس

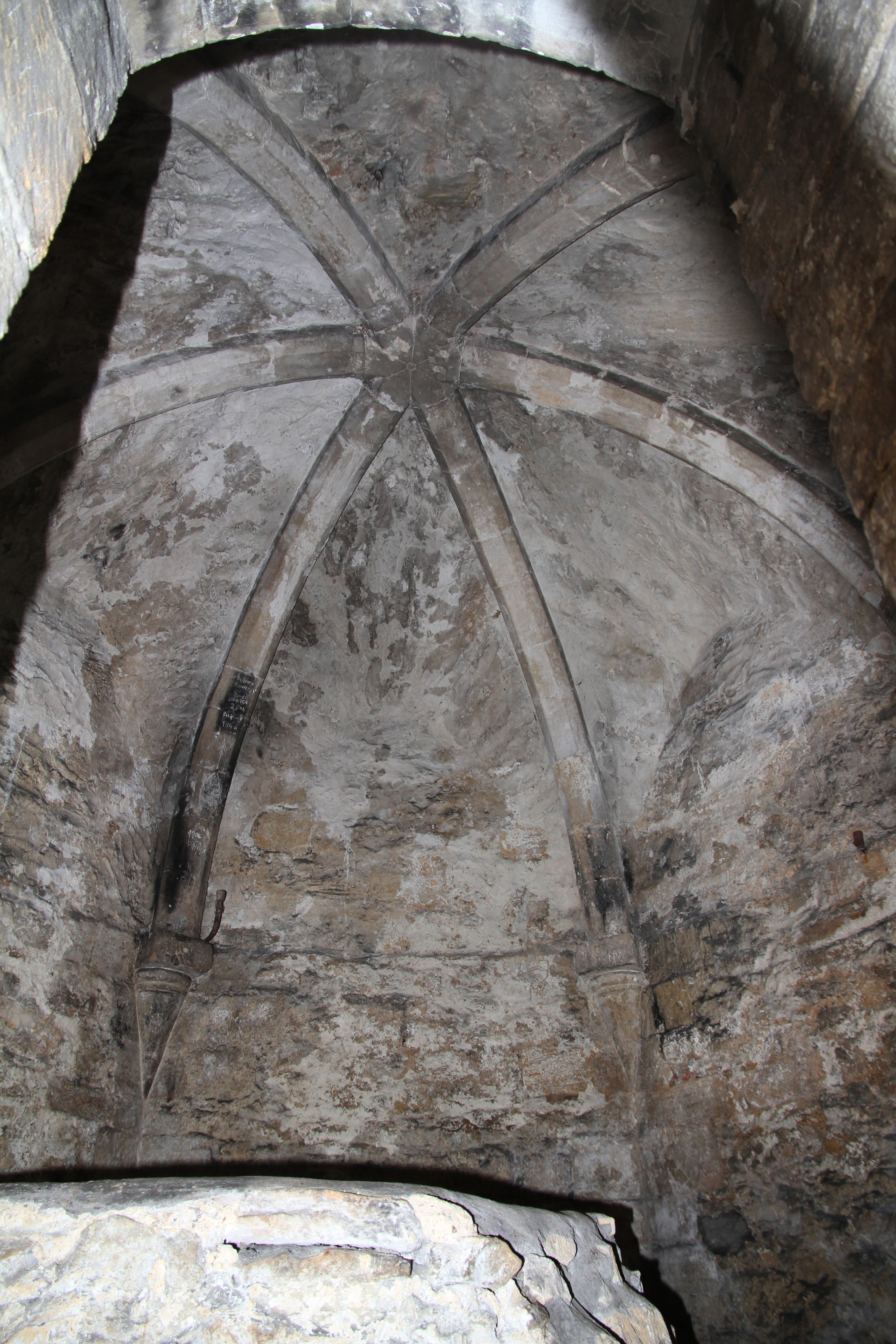
قبة سداسية إنجليزية قديمة تعود إلى القرن الثالث عشر من حجرة البئر داخل الحصن

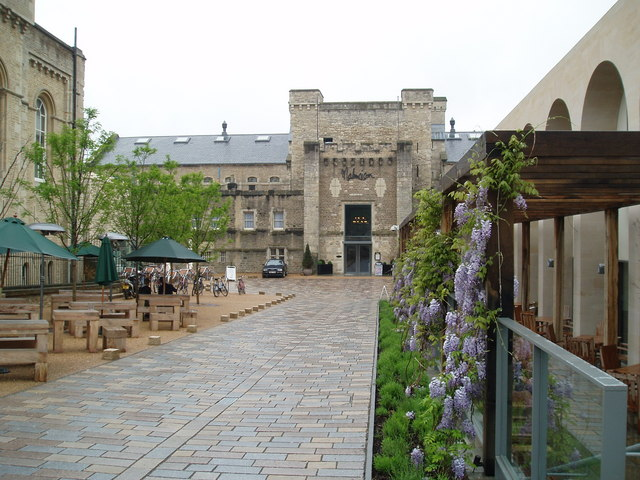
تم تحويل HMP Oxford إلى فندق مالميزون

- Amt, Emilie. (1993) The Accession of Henry II in England: Royal Government Restored, 1149-1159. Woodbridge, Boydell Press  [لغات أخرى]‏. (ردمك 978-0-85115-348-3).
- Beckley, Ruth and Radford, David (compilers) (2012). "Oxford Archaeological Resource Assessment 2011 - Norman (1066-1205)." https://www.oxford.gov.uk/downloads/file/1624/norman_oxford_1066_-_1205
- Booth, Paul, et al. (2003). "The West Gate of Oxford Castle: Excavations at Boreham's Yard, Tidmarsh Lane, Oxford, 1994-5." Oxoniensia Vol. LXVIII p. 363-422. http://oxoniensia.org/volumes/2003/booth2.pdf
- Creighton, O. H. (2002) Castles and Landscapes: Power, Community and Fortification in Medieval England. London: Equinox. (ردمك 978-1-904768-67-8).
- Crossley, Alan and C. Elrington. (eds) (1979) Victoria County History: A History of the County of Oxford, Volume 4: The City of Oxford. 7534514.
- Davies, Mark. (2001) Stories of Oxford Castle: From Dungeon to Dunghill. Oxford: Oxford Towpath Press. (ردمك 0-9535593-3-5).
- Gravett, Christopher and Adam Hook. (2003) Norman Stone Castles: The British Isles, 1066-1216. Botley, Osprey. (ردمك 978-1-84176-602-7).
- Harfield، C. G. (1991). "A Hand-list of Castles Recorded in the Domesday Book". English Historical Review. ج. 106: 371–392. DOI:10.1093/ehr/CVI.CCCCXIX.371. JSTOR:573107. مؤرشف من الأصل في 2022-03-10.
- Harrison, Colin. (ed) (1998) John Malchair of Oxford: Artist and Musician. Oxford: متحف أشموليان. (ردمك 978-1-85444-112-6).
- Hassall, T. G. (1971) "Excavations at Oxford," in Oxoniensia, XXXVI (1971).
- Hassall, T. G. (1976) "Excavations at Oxford Castle: 1965-1973," in Oxoniensia, XLI (1976). http://oxoniensia.org/volumes/1976/hassall.pdf
- Jope, E. M. "Late Saxon Pits Under Oxford Castle Mound: Excavations in 1952," in Oxoniensia, XVII-XVIII (1952–1953). http://oxoniensia.org/volumes/1952-3/jope.pdf
- Joy, T. (1831) Oxford Delineated: A sketch of the history and antiquities. Oxford: Whessell & Bartlett. 23436981.
- Liddiard, Robert (ed). (2003) Anglo-Norman Castles. Woodbridge, Suffolk: Boydell Press. (ردمك 0851159044).
- MacKenzie, James Dixon. (1896/2009) The Castles of England: Their Story and Structure. General Books  [لغات أخرى]‏. (ردمك 978-1-150-51044-1).
- Marks, Richard. (1993) Stained glass in England during the Middle Ages. London: روتليدج (دار نشر). (ردمك 978-0-415-03345-9).
- Munby, Julian. (1998) "Malchair and the Oxford Topographical Tradition," in Harrison (ed) 1998.
- Oxford Archaeological Unit (2011). Repairs to the Castle Mill Stream Wall, Paradise Street, Oxford. Client Report to St Peter's College, Oxford. https://library.thehumanjourney.net/1148/1/OXPSWA09.pdfA.pdf
- Poore, Daniel, Norton, Andrew and Dodd, Anne (2009). Excavations at Oxford Castle: Oxford's Western Quarter from the Mid-Saxon Period to the Late Eighteenth Century (Based on Daniel Poore's Tom Hassall Lecture for 2008). Oxoniensia, LXXIV p. 1-18. http://oxoniensia.org/volumes/2009/poore.pdf
- Smith, Philip. (2008) Punishment and Culture. Chicago: دار نشر جامعة شيكاغو. (ردمك 978-0-226-76610-2).
- Tyack, Geoffrey. (1998) Oxford: an Architectural Guide. Oxford: دار نشر جامعة أكسفورد. (ردمك 978-0-19-817423-3).
- Whiting, R. C. (1993) Oxford: Studies in the History of a University Town Since 1800. Manchester: دار نشر جامعة مانشستر [الإنجليزية]. (ردمك 978-0-7190-3057-4).

## روابط خارجية
- Oxford Castle & Prison Visitor Attraction
- Gatehouse Website record for Oxford Castle
- Malmaison Oxford
- Oxford Castle on www.castlesfortsbattles.co.uk